# Naufragio del vapor América
El naufragio del vapor América, en el que perdieron la vida 141 personas, ocurrió el 24 de diciembre de 1871 y está considerada como una de las mayores tragedias fluviales ocurridas en Argentina.

## Antecedentes
El vapor de ruedas América era un verdadero palacio flotante. Construido en los astilleros Mc Kay, de Aldrey, Boston, Estados Unidos, en 1868, fue botado el 22 de febrero del mismo año.
Fue adquirido por Bartolomé Bossi (que oficiaba de Comandante del mismo) y dos socios accionistas: Samuel H. Hale y Zumarán. Bossi fundó una sociedad con el fin de explotar comercialmente la nave. En ella invirtió 25.000 pesos fuertes.
El América desplazaba 1.040 t, tenía motores de 860 HP, y navegaba a una velocidad de 18 nudos.
Llegó al puerto de Buenos Aires en septiembre de 1868, y a partir de ese momento fue el preferido tanto de porteños y uruguayos, ya que reunía lujo y confort.

## El naufragio
El vapor zarpó del puerto de Buenos Aires a las 18.00 hs del sábado 23 de diciembre de 1871. En él viajaban 208 pasajeros.
Entre los pasajeros había nombre ilustres como Germán Burmeister y Lisandro Billinghurst, hijo mayor de Mariano Billinghurst. También viajaban Alejo Arocena, presidente del Banco de la Provincia de Buenos Aires, con sus dos sobrinos Pelayo y Ramón (quienes viajaban para distraerse del hecho de que sus padres acababan de morir durante la epidemia de fiebre amarilla).
Viajaba también el joven matrimonio Augusto Marcó del Pont y Carmen Pinedo Quesada (sobrina del ministro Federico Pinedo), quien se encontraba embarazada. Estos habían decidido, en un principio, viajar en el Villa del Salto, vapor que era más rápido pero tenía menos lujos. Al final Carmen decidió viajar en el barco del que todo Buenos Aires hablaba.

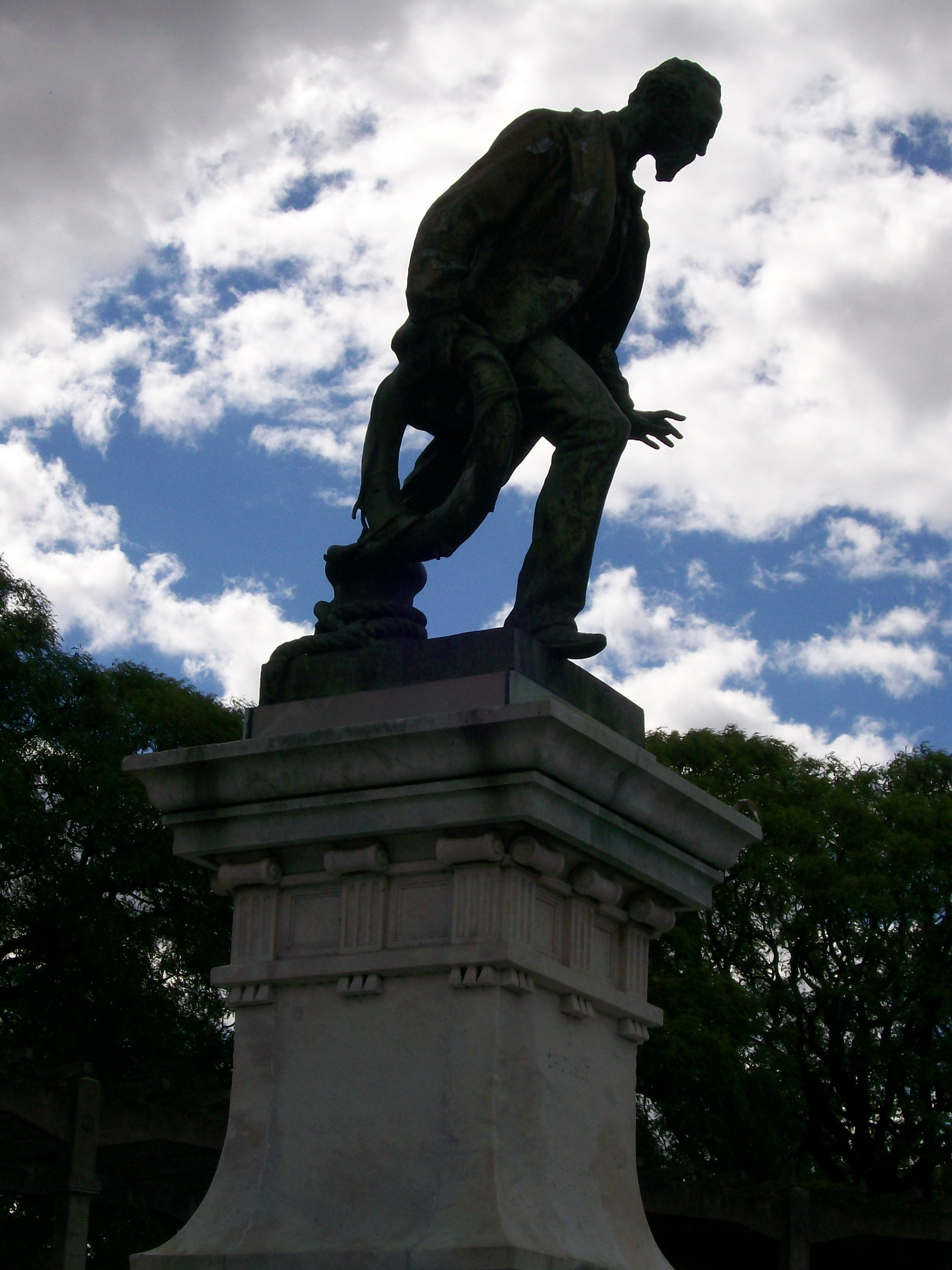
Estatua de Luis Viale en la Costanera Sur de Buenos Aires.

También abordó el América Luis Viale, un comerciante italiano que, entre otras cosas, fue uno de los fundadores del Hospital Italiano de Buenos Aires. Iba a viajar en el Villa del Salto pero en el momento de retirar sus pasajes se encontró con el doctor Ignacio Gómez, quien en compañía de don Juan Martín, amigos comunes de Viale, habían tomado pasajes en el América lo que determinó a Viale a viajar en el mismo vapor.
Apenas pasada la medianoche, para satisfacción del Comandante Bossi, el América pudo sobrepasar al Villa del Salto, que había partido media hora antes. Un pasajero de apellido Rolh, que conocía de máquinas de vapor, se llegó hasta la sala de máquinas para verificar que todo funcionara como correspondía, y después de estudiar la situación, le advirtió al maquinista que las calderas debían ser reparadas con urgencia o se debería disminuir la presión. El maquinista le contestó que le pidió lo mismo a Bossi pero que éste se negaba a perder velocidad, porque su intención era llegar antes que el Villa del Salto a Montevideo. "Esto sucede siempre que los dos vapores viajan a la vez", explicó el maquinista. "Es una manía del Comandante, que en caso contrario nos apuntaría con su revólver". Rolh se inquietó por la situación y subió a cubierta en búsqueda de Bossi. La respuesta del capitán fue lapidaria: "No se preocupe, sé lo que hago". Frente a la respuesta del Comandante volvió a su camarote y preparó los salvavidas.
A la 1:30, cuando estaban a 25 millas de la costa uruguaya, se oye una gran explosión y el vapor se detiene. El Comandante bajó a las sala de máquinas para averiguar lo que había sucedido y el maquinista le dice que han explotado los tubos.
Los pasajeros rodearon rápidamente a Bossi, quien respondió "Sólo se trata de un tubo, a las 9:00 estaremos en Montevideo".
A los poco minutos el fuego comenzó a subir a cubierta incendiando también los botes salvavidas. Fueron pocos los que, en medio del pánico, atinaron a buscar los salvavidas que había en todos los camarotes.
Minutos después, el capitán Bossi se ponía el salvavidas y se lanzaba al agua. Detrás de él saltó el resto de la tripulación.
Según los testigos del hecho, el señor Rolh, demostrando serenidad, fue colocando los salvavidas a su familia y todos juntos se arrojaron al agua.
Otro pasajero, Darío Beccar, intentó hacer lo mismo, le colocó el salvavidas a su mujer y a la niñera, mientras él se abrazó a su hija y se lanzó al río. Desde el agua vio a la niñera saltar pero su mujer desapareció sin poder lograrlo. En medio del caos tuvo que hacer frente a un hombre armado con un puñal que le quería arrebatar el salvavidas. En medio del forcejeo recibió una puñalada que hizo que no pudiera seguir sosteniendo a la niña, que desapareció en el agua.
Augusto Marcó del Pont y Carmen Pinedo no habían alcanzado a agarrar un salvavidas y flotaban uno al lado del otro. Luis Viale, que observaba la escena con el salvavidas puesto, se quitó el mismo para colocárselo a Carmen: "¡Felicidades, amigos!", fueron sus últimas palabras antes de ser tragado por las olas. Mientras tanto, Carmen rezaba tratando de darle fuerzas a su marido, que ya no podía mantenerse a flote debido a los fuertes calambres. Augusto iba repitiendo la oración hasta que las fuerzas lo abandonaron.
Instantes más tarde, el Villa del Salto comenzó a aproximarse. Después del rescate, Carmen permaneció en Montevideo durante algunos meses reponiéndose. Más tarde regresó a Buenos Aires, para dar a luz a su hija Sissy. Dicen que el drama la marcó tanto que nunca volvió a referirse a él.
Los sobrinos del señor Arocena, Ramón y Pelayo, que iban a Montevideo para olvidar el luto familiar, murieron carbonizados. Ramón Artagaveytia, tío de los Arocena, llegó a nado a la costa uruguaya. Cuarenta años después moriría en el hundimiento del transatlántico Titanic.
Sobre los restos del barco, tres hombres cortaban maderos que arrojaban a los sobrevivientes. Uno de ellos era Joaquín, el único de los marineros que no huyó. Los otros eran Eduardo Otero y Pedro Arrieta, dos hombres empleados del Seminario Conciliar de Buenos Aires que viajaban comisionados al Uruguay en segunda clase.
Mientras tanto, en el Villa del Salto, uno de los pasajeros vio una luz hacia el oriente y dio aviso al capitán Morse, quién ordenó enfilar, a toda máquina, hacia ese lugar. Tardaron más de una hora hasta llegar al lugar del naufragio.
El rescate duró dos horas y concluyó a las 5 de la mañana. Entre las damas rescatadas estaban las señoras Reynal, Akerley, Marcó del Pont y Florinda Martínez Nieto de Inurrieta, quien falleció posteriormente en su camarote a consecuencia del shock.
Se salvaron también los Rolh, Arrieta, Fiorini, Beccar, Livingston, Otero y Redonnet.
El Comandante Bossi fue rescatado y puesto a salvo en el Villa del Salto. El capitán Morse lo refugió en su camarote.
A las 6 de la mañana el Villa del Salto comenzó a acercarse al puerto de Montevideo. Al llegar Bossi, fue detenido bajo arresto domiciliario, mientras que la tripulación desertora fue a parar a la cárcel común.
Del Comandante Bossi no se supo nada más, salvo que murió en Niza, Francia, en 1890.
Al capitán John Morse y a los oficiales del Villa del Salto se les confirieron medallas recordatorias.
En cuanto a Luis Viale, el diario La Nación, en su edición del 30 de diciembre de 1872, convocó a una colecta con el fin de recaudar fondos para hacer un monumento en su memoria. La estatua fue colocada primero en la Recoleta, y después en la Costanera Sur, frente al muelle de pasajeros, en testimonio de gratitud y admiración.